# Чернигин, Егор Васильевич
Его́р Васи́льевич Черни́гин (22 апреля 1896, село Родники, Пензенская губерния — 8 марта 1976, Пенза) — участник Первой мировой, Гражданской и Великой Отечественной войн, полный кавалер ордена Славы. Командир стрелкового отделения 1264-го стрелкового полка 380-й Орловской Краснознаменной ордена Суворова стрелковой дивизии 49-й армии 2-го Белорусского фронта.

## Биография
Родился 22 апреля 1896 года (по другим данным 12 февраля 1896 года или 24 апреля 1896 года) в селе Родники, Мокшанского уезда, Пензенской губернии в семье крестьянина. Получил начальное образование.
                          10 августа 1915 года вступил в ряды Царской армии и принял участие в Первой Мировой войне. В Румынии застала его весть о революции, которую принесли солдаты большевики. Егор Васильевич вернулся на родину, в своё село, где стал одним из тех, кто организовывал первый Совет. В мае 1918 года, когда на Пензу шли цепи белочешских легионеров, в рядах её защитников был и Егор, прибывший по зову губернского комитета партии, вступил в добровольцем в Красную армию. Был в составе 22-го стрелкового полка, участвовал в боях против Деникина под Орлом. После демобилизации в 1919 г. жил и работал в родном селе.
                          В сентябре 1941 года был призван в Лунинский районный военный комиссариат, но получал отсрочки ввиду возраста - годы его шли к пятидесяти, а в марте 1943 сам добился участия во Второй Мировой войне. С 1943 года член Всесоюзной коммунистической партии большевиков – коммунистической партии Советского Союза. В Великой Отечественной Войне принимал участие в роли командира в составе 50-й армии 380-й стрелковой дивизии 1264 стрелкового полка, сначала Центральный, затем 2 Белорусский фронт. 25 июля 1943 года в ходе наступательной операции из противотанкового ружья подбил неприятельский танк, дав возможность полностью уничтожить десант противника, затем уничтожил вражеский пулемёт и в числе первых вошёл в город Орёл, воодушевляя остальных бойцов отвагой и решительностью. За это 16 августа 1943 года в звании красноармейца был включён в приказ о награждении Орденом Отечественной Войны II степени. Один на один Егор Васильевич боролся и с вражеским самолётом, сумев подбить его противотанковым ружьём. После этого Егора Васильевича во взводе в шутку стали называть зенитчиком. 10 сентября 1943 года в боях за город Бытошь в период отбития контратаки противника истребил 8 фашистов, за что в декабре 1943 в звании ефрейтора был включён в приказ о награждении медалью «За отвагу». 29 февраля 1944 года в боях за деревню Лудчица Быховского района Могилёвской области товарищ Чернигин принял решение переправиться через реку Дрисса на плотах и брёвнах и первым ворвался в траншею противника на другом берегу и огнём из автомата поразил 10 немцев, одного взял в плен, будучи раненным, не покинул поле боя, в результате от пленённого немца были получены ценные сведения. За это приказом от 08.05.1944 в звании младшего сержанта был приставлен к награждению Орденом Славы III степени. В бою 26 июня 1944 года за деревню Островы Чаусского района Могилёвской области Егор Васильевич с призывом «Вперёд! За Сталина!» первый форсировал реку Реста и штурмом овладел траншеей неприятеля, лично гранатой уничтожил пулемётную точку противника с расчётом. За этот подвиг 27 июля 1944 года в звании сержанта был включён в приказ о награждении Орденом Славы II степени. 5-7 июля 1944 года в боях за деревню Пекалин Червинского района Могилёвской области с группой бойцов товарищ Чернигин первым ворвался в окрестности деревни, лично уничтожил огневую пулемётную точку и ликвидировал вражескую автомашину, а также несколько неприятельских солдат и удерживал позиции до прихода основных сил. За это указом Президиума Верховного Совета СССР от 24 марта 1945 года в звании сержанта был приставлен к награждению золотым Орденом Славы первой степени и стал полным кавалером Ордена Славы. Егора Васильевича вызвали в Москву на вручение медали. Недолго собираясь он отправился в столицу, погуляв у Мавзолея и подойдя к воротам Кремля, зашёл внутрь. В большом светлом зале собрались солдаты как с передовой, так и люди в штатском. Вошёл Михаил Иванович Калинин – вручал ордена, пожимал руки, поздравлял, шутил. Когда назвали фамилию товарища Чернигина, он подошёл к Калинину, тот прикрепил ему Орден рядом с двумя другими, последний, золотой, обнял трижды – по русскому обычаю. Когда прощались, Калинин пожал ему руку. Прямо из Москвы солдат вернулся на родину. Демобилизован в звании старшина.
                          После окончания войны жил в Мокшанском и Пензенском районах – трудился в сельском хозяйстве, посещал библиотеку. В родном селе к нему относились с уважением и звали «Отцом». 9 мая 1945 года в честь окончания войны был награждён медалью «За победу над Германией в Великой Отечественной войне 1941-1945 гг.». Также в послевоенное время был награждён медалью «Ветеран труда», и юбилейными медалями «20 лет победы в Великой Отечественной Войне 1941-1945 гг.» (1965), «30 лет победы в Великой Отечественной Войне 1941-1945 гг.» (1975), «50 лет Вооружённых сил СССР» (1967), «За доблестный труд. В ознаменование 100-летия со дня рождения Владимира Ильича Ленина» (1969).
                          В последние годы жизни, когда ухудшилось здоровье, проживал в городе Пенза, скончался 8 марта 1976 года, немного не дотянув до своего восьмидесятилетия. Похоронен с почестями на аллее славы, в начале второго участка, в крайнем ряду восточной стороны, на Ново – Западном кладбище города Пензы, (по другим данным в селе Терновка) а его захоронение признано объектом культурного наследия Российской Федерации и имеет охраняемый региональный статус.
В газете «Красная Звезда» в выпуске № 73 от 1945 года имя Егора Васильевича вписано в список на награждение Орденом Славы первой степени. Вписан в книгу «Пензенцы – Герои Советского Союза и кавалеры Ордена Славы трёх степеней» выпущенной от администрации города Пензы в 2010. Есть его имя и в выпуске Пензенской Энциклопедии 2019 года в честь 80-летия Пензенской области. Памятная табличка с его годами жизни, краткой информацией и фотографией установлена в Родниковской средней школе Лунинского района в мае 2020 года.
                          У Егора Васильевича при жизни было пять детей: три дочери и два сына, все они от его жены Чернигиной Пелагеи Тихоновной. Сын Чернигин Иван Егорович, рождённый в 1923 году, погиб 28 февраля 1943 года смертью храбрых в боях при наступлении на Смоленск во время Великой Отечественной Войны. Одна из его дочерей Чернигина Антонина Егоровна (1928-2000) писала стихи и печаталась в газете «Организатор», написала сборник стихов.

## Награды
- Орден Славы 3-й степени № 69011 (приказ № 098/н по 380-й дивизии от 8.5.1944)[2]
- Орден Славы 2-й степени № 3098 (27.7.1944)[3]
- Орден Славы 1-й степени № 371 (Указ Президиума Верховного Совета СССР от 24.3.1945)[4]
- Орден Отечественной войны 2-й степени (приказ № 088/н по 3-й армии от 16.8.1944)[5]
- медали, в том числе:
  - «За отвагу» (приказ № 055/н по 1264-му стрелкового полку от 15.12.1943)[6]
  - «За доблестный труд. В ознаменование 100-летия со дня рождения Владимира Ильича Ленина»
  - «За победу над Германией в Великой Отечественной войне»
  - «Двадцать лет Победы в Великой Отечественной войне 1941—1945 гг.»
  - «Тридцать лет победы в Великой Отечественной войне 1941-1945 гг.»
  - «Ветеран труда»
  - «50 лет Вооружённых Сил СССР»